# Небинарная гендерная идентичность
Небина́рная ге́ндерная иденти́чность (небина́рный ге́ндер) — спектр гендерных идентичностей, находящихся под зонтом трансгендерности, отличных от бинарного мужского и женского гендеров. Носители небинарных идентичностей называются небина́рными людьми́ или гендеркви́рами (англ. genderqueer, от гендер и квир). У небинарных людей идентичность может просто выходить за пределы традиционной бинарной гендерной системы, быть комбинацией мужского и женского гендера (бигендерность, тригендерность), являться плавающей, то есть изменчивой со временем (гендерфлюидность, от англ. fluidity — «подвижность, изменчивость»), либо полностью отсутствовать (агендерность).

## История терминологии

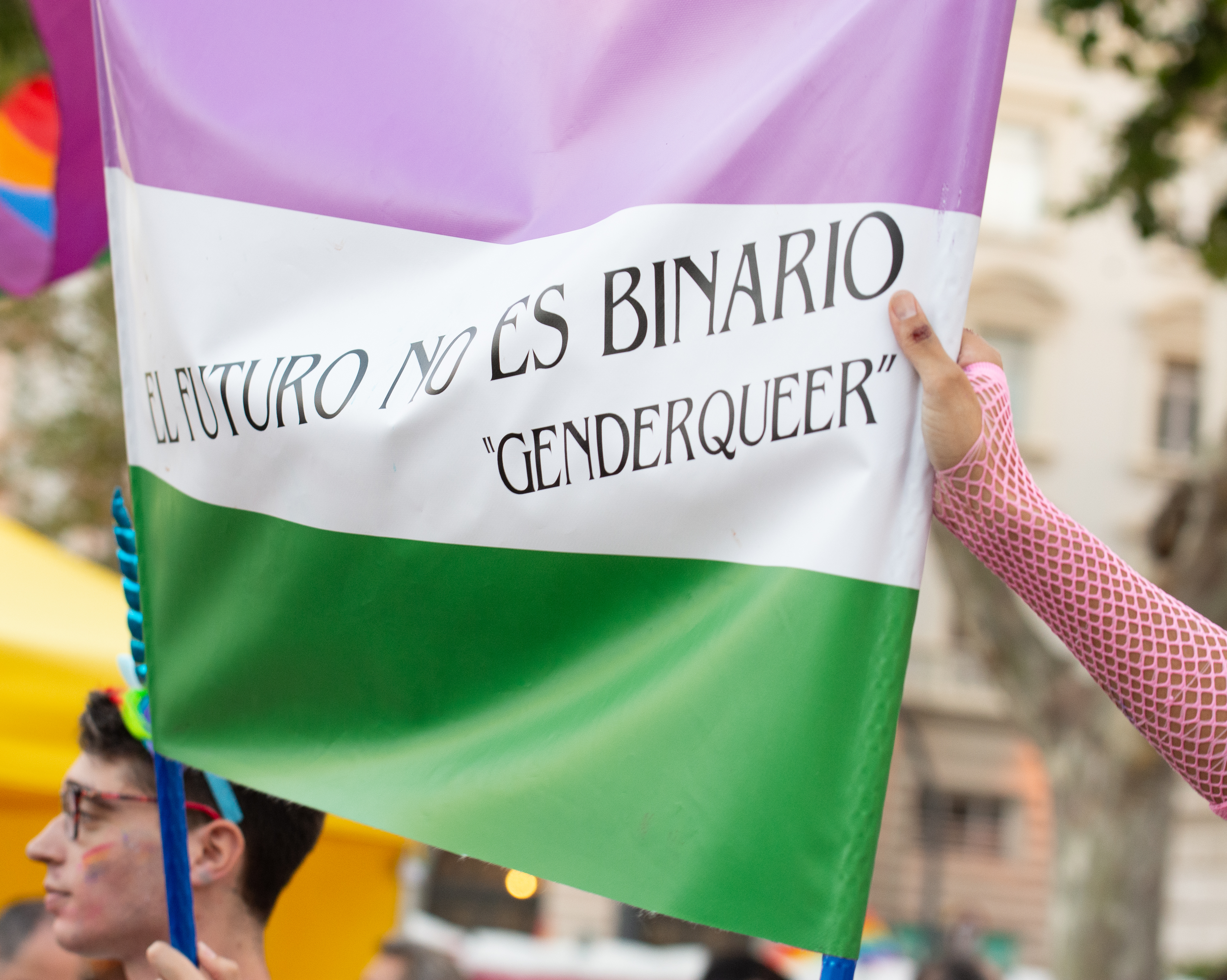
Флаг гордости гендерквиров

Изначально небинарные люди обозначались термином «гендерквир». Этот термин впервые зафиксирован в 2001 году в печати и Интернете.
Термин «квир» (англ. queer) в английском сленге имеет оскорбительные значения — «поддельный, подложный; фальшивый»; в австралийском варианте английского языка он также означает «ненормальный, сумасшедший». Вдобавок к использованию в качестве зонтичного термина, гендерквир в английском языке используется как прилагательное по отношению к любым людям, что пересекают границы гендерных различий, независимо от их самоопределения, или тех, кто «квирует» гендер. Они могут выражать свой гендер вне нормативности, не соответствуя бинарным категориям «мужчины» и «женщины».
В 1992 году, после публикации Лесли Файнберга «Освобождение трансгендеров: движение, время которого пришло», термин «трансгендер» был расширен и стал обозначать гендерные различия в целом. Это было подчёркнуто в 1994 году, когда активистка Кейт Борнштейн написала: «Все категории трансгендеров находят общий язык в том, что каждый из них нарушает одно или несколько гендерных правил: нас объединяет то, что мы — гендерные преступники, все до единого.»
Термин гендерквир вошёл в употребление в середине 1990-х годов среди политических активистов. Рики Энн Уилчинс часто ассоциируется с этим словом и утверждает, что придумала его. Уилчинс использовала этот термин в своём эссе 1995 года, опубликованном в первом выпуске «In Your Face», для описания людей, не попадающих в бинарные гендерные категории. Она также была одной из основных авторов антологии «Гендерквир: голоса сексуальной небинарности», которая была опубликована в 2002 году. В своей автобиографии 1997 года Уилчинс заявила, что идентифицирует себя как гендерквир.
Интернет популяризовал термин «гендерквир», ему очень быстро удалось охватить широкую аудиторию. В 2008 году газета The New York Times использовала слово «гендерквир». В 2010-х этот термин стал более популярным, так как многие знаменитости публично стали называть себя гендерно-неконформными. В 2012 году был начат проект признания интерсекс и небинарных гендерных идентичностей, выступавший за расширение гендерных опций в официальной документации. В 2016 году Джейми Шупе стал первым человеком, указавшим небинарный гендер в официальных документах в США.
В последующем, для обозначения идентичностей, выходящих за рамки гендерной бинарной системы, появился более нейтральный термин «небинарный гендер» (англ. non-binary gender).

## Концепция
Концепция небинарных гендерных идентичностей заостряет внимание на том, что отказ от бинарного понимания гендерной идентичности не сводится к пониманию возможности комбинации мужских и женских черт в рамках отдельной личности. В то же время активист квир-движения Рокко Баллдэггер подчёркивает, что встречающаяся во многих СМИ трактовка небинарного гендера как самоопределения между двумя традиционными гендерами или помимо них не схватывает важной для этого явления идеологической составляющей — озабоченности носителей такой идентичности репрессивным давлением общества на гендерно неконформных личностей, желания противостоять этому давлению.
Небинарные люди могут идентифицировать себя как имеющих два или более гендеров (быть бигендерными или тригендерными); не иметь гендера (агендерный, негендерный, безгендерный, свободный от гендера или нейтральный); иметь изменчивую гендерную идентичность (гендерфлюид); принадлежать к третьему или иному гендеру (категория, включающая тех, кто не называет свой каким-либо термином).
Гендерная идентичность отделена от сексуальной или романтической ориентации, небинарные люди имеют различные сексуальные ориентации, как и цисгендерные люди. Небинарная гендерная идентичность не связана с конкретным гендерным выражением, например, андрогинностью. Небинарные люди как группа обладают широким разнообразием гендерных выражений, и некоторые могут вообще отвергать гендерную «идентичность». Некоторых небинарных людей, как и транс-мужчин и женщин, лечат от гендерной дисфории с помощью хирургического вмешательства и гормональной терапии.

## Определения и идентичности

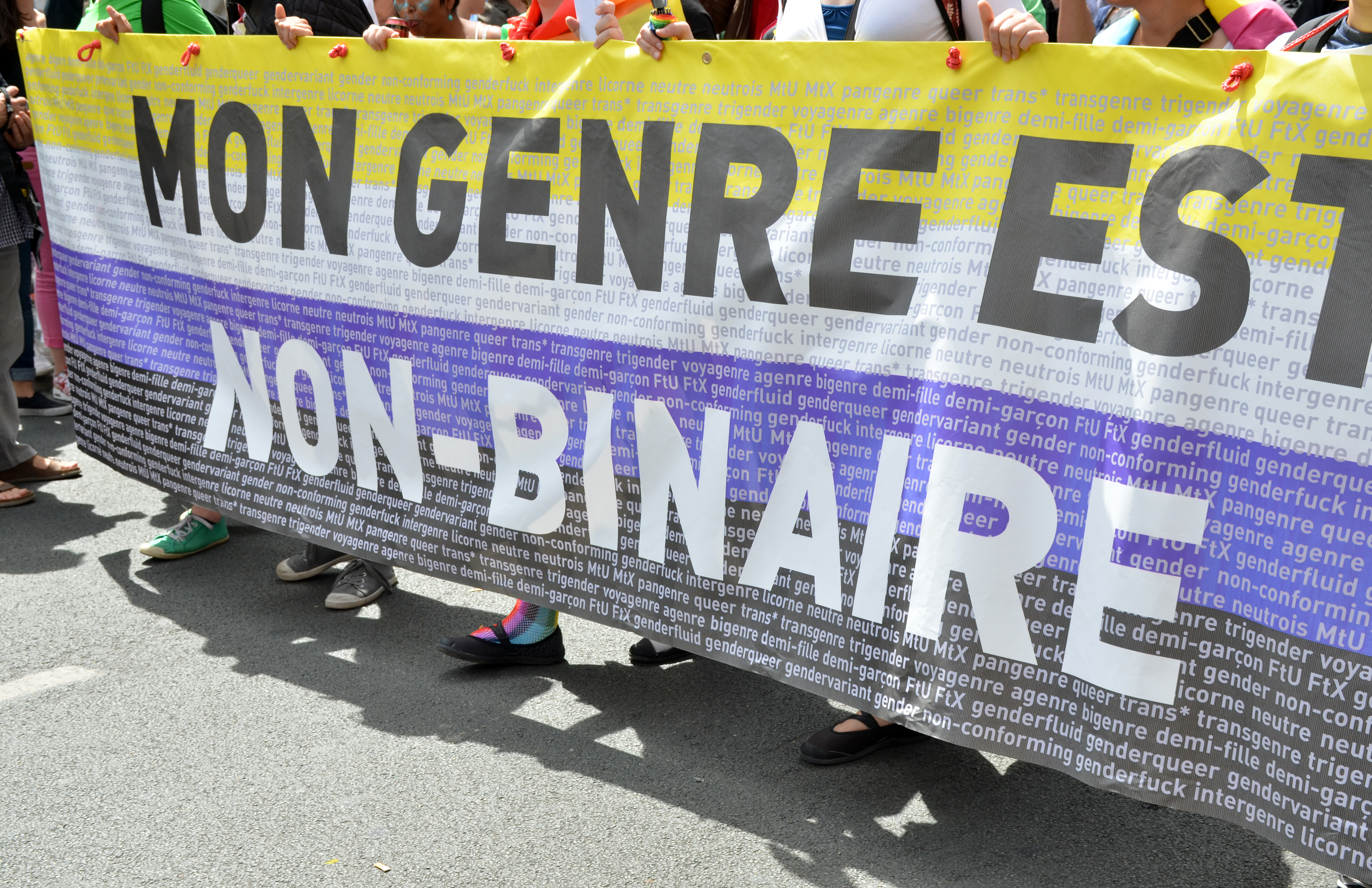
Флаг небинарной гендерной идентичности на параде в Париже

Термин «гендерквир» возник в прессе 1980-х годов и является предшественником термина «небинарный». В дополнение к тому, что это общий термин, гендерквир использовали как прилагательное для обозначения любых людей, которые нарушают бинарные гендерные определения, независимо от их самоопределяемой гендерной идентичности или «квир-гендера». Люди могут выражать гендер ненормативно, не соответствуя бинарным гендерным категориям «мужчина» и «женщина». Гендерквир часто используется для самоидентификации людьми, которые бросают вызов бинарным социальным конструктам пола.
Термин гендерквир также применяется теми, кто описывает то, что они считают гендерной неопределенностью. Андрогинный также часто используется как описательный термин для таких людей. Однако, термин «андрогинность» тесно связан со смесью социально определённых мужских и женских черт. Не все небинарные люди идентифицируют себя как андрогинные. Некоторые небинарные люди идентифицируют себя как маскулинную женщину или женственного мужчину, или сочетают небинарную идентичность с другим гендерным вариантом. Небинарную гендерную идентичность не стоит путать с интерсексуальностью. Большинство интерсексуалов идентифицируют себя как мужчина или женщина.
Во многих источниках термин «трансгендер» используется для обозначения небинарных людей. Фонд борьбы за права человека и «Gender Spectrum» используют термин «гендерная экспансивность» для обозначения «более широкого и гибкого диапазона гендерной идентичности и/или самовыражения, чем обычно ассоциируется с бинарной гендерной системой».
Сексуальное влечение к людям с небинарной гендерной идентичностью называется сколиосексуальностью (англ. skoliosexuality).
- Андрогин. Зачастую используется для внешнего описания этих людей, потому что термин «андрогиния» тесно ассоциируется со смешением социально определённых маскулинных и феминных черт[23]. Но не все небинарные люди определяют себя как андрогинов.
- Агендерность. Агендеры (от др.-греч. ἀ- — отрицательный префикс, «без») не ощущают какой бы то ни было гендерной принадлежности[30][31]. Хотя эта категория включает в себя широкий спектр идентичностей, которые не совпадают с традиционными гендерными нормами, исследователь Финн Энке констатирует, что люди, которые идентифицируют себя с одной из этих позиций, не всегда самоидентифицируются как трансгендерными[32][33].
- Апогендер (апорагендер). Впервые введённый в 2014 году термин от греческого apo, apor «отдельный» + «род». Небинарная гендерная идентичность и обобщающий термин для «гендера, отдельного от мужского, женского и всего, что находится между ними, но при этом имеет очень сильное и специфическое гендерное чувство» (то есть не отсутствие гендера)[34]. В исследовании Nonbinary / Genderqueer 2016 года 5 респондентов (0,16 %) были апорагендерами[35]. По данным Всемирной гендерной переписи 2019 года, 23 респондента (0,20 %) были апорагендерами[36].
- Аутизмгендер. Термин может быть сокращён, например до аутигендер или аутгендер. Гендерная идентичность, которую некоторые небинарные аутичные люди предпочитают использовать для описания себя[37][38]. Создан в 2014 году пользователями Tumblr «autismgender» и «esperancegirl» на основе материалов в блоге «MOGAI-Archive». Они сформулировали определение как: «аутизм как часть или всю гендерную идентичность; гендер, который можно понять только в контексте аутизма. Когда ваш гендерный опыт находится под влиянием или связан с вашим аутизмом, или когда ваше понимание концепции пола в корне изменяется из-за вашего аутизма». В исследовании Nonbinary / Genderqueer в 2016 году один из респондентов назвал свою гендерную идентичность «аутичной», а другой — «аутистической»[35]. Во Всемирной гендерной переписи населения 2019 года 66 респондентов (0,59 %) назвали свою гендерную идентичность аутигендером, аутгендер, аутист или аутик[36].
- Бигендерность. Бигендерность — небинарная гендерная идентичность, при которой у личности присутствуют две разные гендерные идентичности (одновременно или попеременно)[39]; тригендерность — три идентичности[40]; полигендерность (англ. polygender, от др.-греч. πολύς — «многочисленный»; синонимы: омнигендерность и пангендерность[41]) — множество гендерных идентичностей (обычно четыре и более).
- Биссу. За последние шесть веков индонезийцы народа Бугис разделили своё общество на пять гендеров, которые должны гармонично сосуществовать: роане (цисгендерные мужчины), маккунраи (цисгендерные женщины), калабай (трансгендерные женщины), калалай (трансгендерные мужчины) и биссу (все гендерные аспекты, объединённые в единой личности)[42]. Кто-то рождается со склонностью становиться биссу, если они интерсекс, но гениталии промежуточного вида сами по себе не обозначают принадлежность к биссу. Внешние половые признаки не обязательно являются частью идентичности биссу. Мужчина, который становится биссу, считается внутренне женщиной. Чтобы стать биссу, нужно изучить навыки священнослужения, соблюдать целомудрие и носить консервативную одежду[43][44]. До 1940-х годов биссу играли центральную роль в поддержании древних дворцовых ритуалов, включая коронацию правителей. Изменения в правительстве Бугиса отодвинули биссу на второй план. Преследования со стороны жестких исламских групп, полиции и политиков привели к тому, что меньше людей так себя идентифицируют. К 2019 году биссу все ещё существуют, хотя их количество сократилось. Сегодня биссу участвуют в свадьбах в качестве подружек невесты, работают фермерами, а также исполняют свои культурные роли в качестве священников[43].
- Бой. Квир-мужская идентичность, не являющаяся цис-гетеронормативной[45]. Бои возникли в афроамериканской культуре в 1990-х годах. Он охватывает широкий спектр альтернативных мужских идентичностей в сообществах эмо, БДСМ, гомосексуалов, лесбиянок и небинарных людей. Для некоторых, но не для всех, бой — это идентичность вне гендерной бинарности. Не все, кто им пользуется, имеют не белый цвет кожи. Определения «бой» широко различаются[46][47]. В исследовании Nonbinary / Genderqueer 2016 года трое респондентов заявили, что их гендер был бой[35]. По данным Всемирной гендерной переписи 2019 года 76 респондентов (0,68 %) заявили, что их гендер был бой, или использовали бой как часть термина для обозначения своей гендерной идентичности, например: femme boy, femboi (femboy), tomboi или demiboy[36].
- Буч. Буч — маскулинная квир-идентичность[46]. Она зародилась в культуре лесбийских баров рабочего класса в 1940-х и 50-х годах[48][49]. Лесли Файнберг, которая с 1950-х годов была буч и трансгендером, определяет буч как категорию гендерной идентичности, ни мужской, ни женской. С середины XX-го века существует традиция гендерных ролей в лесбийских парах буч и фэм женщин. Пары буч-фэм не являются правилом, особенно после культурных изменений в лесбийской культуре 1970-х. Такие пары не являются имитацией гетеросексуальности. Маскулинность или бучизм — это не то же самое и не имитация бинарной мужественности. Как сказал один транс-мужчина, опрошенный социологом Генри Рубином, знакомые ему буч-лесбиянки: «Были гораздо более маскулинными, чем я. Но я был гораздо более мужчиной, чем они». Хотя буч часто являются лесбиянками, это не всегда так. Квир-теоретик и буч Джек Халберстам дает следующее определение: «Буч не цис-гендер и не просто трансгендер. Буч всегда двойственнен — не мужчина, не женщина, маскулинный, но не мужской, женский, но не женственный». Буч — это разнообразная категория. В опросе Nonbinary / Genderqueer 2016 года 6 респондентов заявили, что они буч[35]. По данным Всемирной гендерной переписи 2019 года, 105 респондентов (0,93 %) назвали свою идентичность «бучем» или какой-то другой формой, например «мягким бучем»[36]. Известные люди, которые называют себя буч, как личность за пределами гендерной бинарности, такие как писатель Ивана Э. Койот[50], комик Келли Данхэм[51] и социальный работник Сонали Рашатвар.
- Бердаши/двудуховный. «Бердаши» — старый термин, использовавшийся европейско-американскими антропологами[46]. «Бердаши» было общим названием для всех традиционных гендерных и сексуальных идентичностей во всех национальных индейских культурах Америки, которые выходили за рамки западных представлений о бинарном гендере и гетеросексуальных ролях[52]. В 1990 году международное собрание лесбиянок и геев из числа коренных народов решило заменить «бердаши» на «двудуховный» в качестве предпочтительного обобщающего термина для этих идентичностей. Термин «двудуховный» был выбран для того, чтобы дистанцировать эти идентичности от некоренных и использоваться только для людей, которые являются коренными американцами[53]. Термин предназначен для обозначения идентичностей, которые должны быть контекстуализированы в коренных культурах[54]. Из-за большого разнообразия идентичностей включённых в понятие двудуховных людей, не обязательно имеет идентичность, аналогичную небинарной гендерной идентичности[55]. Некоторые двудуховные люди имеют такую идентичность, а другие скоре похожи на и геев и лесбиянок, не принадлежащих к коренным народам[56]. В исследовании Nonbinary / Genderqueer в 2016 году 8 респондентов (0,26 %) назвали себя двудуховными. По данным Всемирной гендерной переписи 2019 года, 0,18 % (20) респондентов назвали себя двудуховными[36].
- Гендерфлюиды (англ. genderfluid). Люди, гибкие в отношении своей гендерной идентичности[57]. Они могут переходить от одной идентичности к другой на протяжении жизни, либо проявлять маркеры различных гендеров одновременно[57][58].
- Гендерфлакс (англ. genderflux). Гендерная идентичность, которая часто меняется по интенсивности, так что в один прекрасный день человеку может казаться, что у него почти нет гендера или нет его вообще, а в другой день он чувствует себя очень гендерным. Такое использование слова было придумано в 2014 году на сайте Tumblr[59]. В исследовании Nonbinary / Genderqueer 2016 года 36 респондентов (1,18 %) назвали себя гендерфлакс или иным образом использовали слово «flux» (с англ. — «постоянная смена») для обозначения своей гендерной идентичности[35]. По данным Всемирной гендерной переписи 2019 года, 814 респондентов (7,4 %) назвали себя гендерфлакс, бойфлакс, фемфлакс, агендерфлакс или иначе трансформировали этот термин[36].
- Гендерфак (англ. genderfuck). Форма гендерного выражения, которая стремится ниспровергнуть традиционную гендерную бинарность или гендерные роли, смешивая традиционно мужские (например, борода) и традиционно женские (например, платье) компоненты[60]. Несмотря на то, что это слово часто используется как гендерное выражение, а не собственно гендер, 0,4 % участников гендерной переписи 2019 года идентифицировали себя этим термином[36].
- Гендерно-нейтральный. Это понятие может означать, что человек не имеет ничего общего с гендером или включать любую гендерную идентичность или её отсутствие. Также этот термин может означать наличие нейтральной гендерной идентичности: ни женской, ни мужской, ни смешанной; синоним понятия нейтру[46]. В исследовании Nonbinary / Genderqueer 2016 года 420 респондентов (13,75 %) назвали себя гендерно нейтральными[35]. По данным Всемирной гендерной переписи 2019 года, 1390 респондентов (12,36 %) сказали, что они нейтральны, транснейтральны, нейтральны с гендерной точки зрения, нейтрального гендера или использовали другие родственные[36].
- Гендервойд (англ. gendervoid). Создан пользователем Tumblr Баафометтом в 2014 году в блоге «MOGAI-archive». «Пустой гендер (синоним безгендерный и нон-гендерный)»[61]. В исследовании Nonbinary / Genderqueer 2016 года 9 респондентов (0,29 %) назвали себя гендерваг, гендерно-отрицательными или другим вариантом этого термина[35]. По данным Всемирной гендерной переписи 2019 года, 91 респондент (0,81 %) назвали свой гендер «гендерваг», «недействительным», «гендерно-отрицательным» или другими вариантами[36].
- Гендервейг (англ. gendervague). Создан в 2014 году несколькими участниками сети нейроразнообразия, которые определили его как «небинарный гендер, не определяемый словами из-за своего статуса нейро-отличного». Аутистическая активистка Лидия XZ Браун написала, «Я начала называть себя гендервейг из-за специфического нейро-отличного опыта трансгендерной идентичности. Гендервейг не может отделить свою гендерную идентичность от своего нейро-отличия. Аутизм определяет мою гендерную идентичность, но он неразрывно связана с тем, как я понимаю и воспринимаю гендер». Гендервейг автор Макс Спэрроу, пишет: «Физические и ментальные особенности могут влиять на гендерную репрезентацию в той же или даже в большей степени, чем врождённая гендерная идентичность. Гендерные определения часто сосредотачиваются на высвечивании одного аспекта идентичности и рассмотрении его отдельно от других аспектов нашей жизни[62][63]. Гендервейг идентичность по своей природе неоднозначна, более инклюзивна, всеобъемлища и в равной степени уважает два разных аспекта личности: гендер и ментальные особенности». По данным гендерной переписи 2019 года 26 респондентов (0,23 %) назвали себя гендервейг-людьми[36].
- Демигендер. От префикса англ. demi- — «часть». Демигендерные люди идентифицируют себя частично или в основном с одним гендером и в то же время с другим[64][65]. В этой идентичности есть несколько подкатегорий. Например, демибой (англ. demiboy) частично идентифицирует себя как парень или мужчина, независимо от приписанного при рождении пола. Демигёрл (demigirl) частично идентифицирует себя с женским гендером и женственностью. При этом другие части идентичности демигендеров могут быть любым иным гендером, либо же вовсе отсутствовать (например, при сочетании идентичности демибоя и агендерной части). Демифлакс (demiflux) ощущает, что стабильная часть их идентичности небинарна[65].
- Демибой. Гендерная идентичность, которая одновременно является мужской и бесполой[66]. По данным Всемирной гендерной переписи 2019 года, 834 респондента (7,42 %) заявили, что они демибой, демимэн или другая форма этой идентичности[36].
- Демигёрл. Гендерная идентичность, которая одновременно является женской и бесполой[66]. По данным Всемирной гендерной переписи 2019 года, 897 респондента (7,98 %) заявили, что они демигёрл, демивумэн или другая форма этой идентичности[36].
- Квир. Раннее термин «квир» имел негативную коннотацию, однако теперь используется для более широкого сообщества ЛГБТ + и как общий термин для обозначений негетеросексуальных и / или не цисгендерных идентичностей. В опросе Nonbinary / Genderqueer 2016 года 9 респондентов (0,29 %) использовали слово «квир» в качестве идентификации себя, а 1253 (41 %) использовали слово «квир» как часть таких терминов, как гендерквир[35]. По данным Всемирной гендерной переписи 2019 года, 4886 респондентов (43,46 %) использовали слово «квир» в качестве самоидентификации, некоторые из которых использовали его как единственное название для своей идентичности, а 8177 ответов (72,74 %) использовали слово «квир», где он был частью другого названия идентичности, например, гендерквир, нейроквир или «квирдо»[36].
- Ксеногендер. От «ксено» (пришелец) + «гендер». Создан в 2014 году пользователем Tumblr Баафометтом в представлении для блога «MOGAI-Archive», который определил его как «гендер, который не может быть ограничен человеческим пониманием пола; больше озабочен созданием других методов гендерной категоризации и иерархии, относящиеся к животным, растениям или другим существам / вещам»[67]. Общий термин для многих небинарных гендерных идентичностей, определяющих очень разные идеи, нежели женские или мужские. По данным Всемирной гендерной переписи 2019 года, 40 респондентов (0,35 %) назвали себя «ксеногендерами». Гораздо больше называют себя представителями определённого пола, который можно рассматривать как принадлежащий к ксеногендерам, хотя это трудно определить количественно[36].
- Маху[англ.]. В культурах Канака Маоли (Гавайи) и Маохи (Таити) маху (что означает «посередине») — это традиционная гендерная роль, выходящая за рамки западной концепции пола. Он состоит из людей, которым при рождении мог быть присвоен бинарный гендер. Эта традиция существовала задолго до западных колонизаторов. Первое опубликованное описание маху датируется 1789 годом. Начиная с 1820 года, жители Запада стигматизировали и криминализовали маху. Маху все ещё существует сегодня, и играют важную роль в сохранении и возрождении полинезийской культуры. Один маху был представлен в Nonbinary / Genderqueer опросе 2016 года и один — во Всемирной гендерной переписи 2019 года[35].
- Маверик. Создан Веспером Х. в 2014 году. Специфическая небинарная гендерная идентичность, «характеризующаяся автономностью самоощущения, которое никак не зависит от мужского / мужественного, женского / женственного или других черт связанных с бинарной идентичностью, при этом не является ни безгендерным, ни нейтрального гендера»[68]. В исследовании Nonbinary / Genderqueer 2016 года 12 респондентов (0,39 %) назвали себя маверик[35]. По данным Всемирной гендерной переписи 2019 года 72 респондента (0,64 %) заявили, что они принадлежат к маверикам[36].
- Мультигендерные. Мультигендерный человек имеет более одной гендерной идентичности. Это может означать, что они есть у них одновременно, или что они часто переключаются между ними в разное время[69]. По данным Всемирной гендерной переписи 2019 года, 0,20 % (22) респондентов назвали себя мультигендерными[36].
- Небинарные. Сокращённо NB или enby. Небинарный — это общий термин для всех, кто не считает себя мужчиной или женщиной. Хотя существует бесчисленное множество видов небинарных идентичностей, некоторые люди идентифицируют себя только как «небинарные», не уточняя определение. В исследовании Nonbinary / Genderqueer в 2016 году 1980 респондентов (64,81 %) назвали себя небинарными, а 477 респондентов (16 %) назвали себя «enbies»[35]. По данным Всемирной гендерной переписи 2019 года, 68,37 % (7686) ответов использовали слово небинарный для обозначения своей идентичности (или части своей идентичности), а 3609 респондентов (32,1 %) назвали себя «enbies»[36].
- Нонгендерные. Без гендера[46]. Идентичность, популяризируемая нонгендерной активисткой Кристи Элан-Кейн по крайней мере с 2000 года[70]. Благодаря деятельности Элан-Кейн, это слово получило широкую известность, хотя оно не является одним из наиболее часто используемых идентификационных определений в социальных опросах.
- Нейтру. Термин создан в 1995 году нейтру человеком по имени Х. А. Бернхэм[71]. Означает наличие одной небинарной нейтральной гендерной идентичности. Не женский, не мужской и не микс. Некоторые нейтру люди являются транссексуалами, страдают гендерной дисфорией и хотят физического перехода[72]. В исследовании Nonbinary / Genderqueer в 2016 г. 208 респондентов (6,8 %) назвали себя нейтру[35]. По данным Всемирной гендерной переписи 2019 года, 398 респондентов (3,54 %) были нейтру[36].
- Полигендер. Полигендерный человек имеет несколько гендерных идентичностей[73]. Это может означать, что они есть у него одновременно, или что он часто переключаются между ними в разное время. Люди называли себя полигендерами ещё в 1995 году[74]. В опросе Nonbinary / Genderqueer 2016 года 7 респондентов (0,23 %) назвали себя полигендерами[35]. По данным Всемирной гендерной переписи 2019 года, 24 респондента (0,21 %) были полигендерами[36].
- Серый гендер. Термин был придуман пользователем Tumblr «invernom» в марте 2014 года: «Человек, который идентифицирует себя (по крайней мере частично) за пределами гендерной бинарной системы и имеет сильную естественную двойственность в отношении своей гендерной идентичности или гендерного выражения. Человек чувствует, что у него есть гендер, а также естественная склонность или желание выражают это, но слабо и / или несколько неопределённо / неопределимо, или он не чувствуют этого большую часть времени, или это не является для него важным»[75][76][77]. По данным Всемирной гендерной переписи 2019 года, 31 респондент (0,27 %) идентифицировали себя как представители серого гендера[36].
- Третий гендер. Концепция, в которой люди классифицируются либо сами по себе, либо своим обществом, либо посторонними в своем обществе, как не соответствующие западным идеям бинарного гендера и гетеросексуальных ролей. Фраза «третий гендер» использовалась в самых разных значениях: интерсекс-люди, чьи тела не соответствуют устаревшим западным медицинским концепциям бинарного гендера, сотни социальных ролей коренных народов, описанные (и часто искаженные) западными антропологами (включая самобытность коренных народов), такие как южноазиатские хиджры, гавайские и таитянские маху и индейские двудуховные/бердаше[46][78]. Трансгендерные люди, которые являются небинарными и/или гомосексуальными людьми (даже белыми и в западных обществах), и женщин, которых считали гендерно неконформными, потому что они боролись за права женщин[79]. Некоторые люди идентифицируют себя как третий пол, особенно в сообществах цветных людей в Соединенных Штатах. В исследовании Nonbinary / Genderqueer 2016 года 84 респондента (2,75 %) назвали себя третьим полом[35]. По данным Всемирной гендерной переписи 2019 года, 244 респондента (2,17 %) назвали себя третьим полом[36].
- Трансмаскулинные. Транс-люди в процессе перехода в мужской гендер, но не обязательно идентифицирующие себя как мужчин. Могут иметь небинарную идентичность. В исследовании Nonbinary / Genderqueer 2016 года 434 респондента (14,21 %) назвали себя трансмаскулинными[35]. По данным Всемирной гендерной переписи 2019 года, 2226 респондентов (19,8 %) были трансмаскулинными[36].
- Трансфеминные. Транс-люди в процессе перехода в женский гендер, но не обязательно идентифицирующие себя как женщин. Также могут иметь небинарную идентичность. В исследовании Nonbinary / Genderqueer 2016 года 206 респондентов (6,74 %) назвали себя трансфемининными[35]. По данным Всемирной гендерной переписи 2019 года, 702 респондента (6,24 %) были трансфемами[36].
- Фаафафине. В полинезийской культуре (прежде всего, на Самоа) лица мужского биологического пола с женственным гендерным самовыражением, не воспринимающие себя ни как мужчин, ни как женщин.
- Фэм. От французского слова, означающего «женщина», слово «femme» (фр.) возникло как квир-женская идентичность в барной культуре лесбиянок рабочего класса 1950-х годов[80]. Традиционно фэм были противоположностью роли буча. Сегодня квир-люди, которые предпочитают называть себя фэм, не обязательно стремятся к отношениям между фэм и буч[46]. Фэм — это не просто условно женственная женщина, а культурно трансгрессивная квир-идентичность. Опросы показывают, что значительный процент небинарных и гендерквир-людей идентифицируют себя как фэм. Или, другими словами, многие фэм считают себя небинарными или гендерквир. В исследовании Nonbinary / Genderqueer 2016 года 20 респондентов (0,65 %) назвали себя фэм, небинарной фэм или другими вариациями этого определения[35]. По данным Всемирной гендерной переписи 2019 года, 1,35 % респондентов идентифицировали себя как фэм в той или иной форме[36]. Некоторые известные люди, которые идентифицируют себя как фэм за пределами бинарной системы, включают писательницу Кейт Борнштейн, журналиста Сассафраса Лоури, борца за права людей с ограниченными возможностями Шэрон даВанпорт и художника мультимедиа Дев Блэра.
- Хиджра. Представители официально признаваемого третьего пола в Индии, Непале, Бангладеш и Пакистане[81]. Это люди с присвоенным при рождении мужским полом и женским гендерным выражением. Исторически и сегодня некоторые хиджра стремятся к кастрации. Хиджра живут вместе коммунами. Они играют важную роль в религиозной практике. Они могут быть индуистами или мусульманами. Традиции хиджра очень древние. Самое раннее упоминание о них находится в Камасутре, создававшейся с 400 г. до н. э. по 300 г. н. э.[82] В одном из самых ранних западных источников о них путешественники-францисканцы писали о том, что видели хиджра в 1650-х годах[83]. Начиная с 1850-х гг., Британский Раджа ввел уголовную ответственность и пытался истреблять хиджра[84]. С конца XX века активисты хиджра и неправительственные организации лоббировали официальное признание хиджра в качестве законного пола, отличного от мужского или женского. Это важно для них, чтобы иметь паспорта, возможность путешествовать, иметь работу и другие права. Им удалось добиться юридического признания третьего пола в Непале, Пакистане, Индии и Бангладеш[85]. В Южной Азии может насчитываться более 10 миллионов хиджра.
- X-gender (яп. Ｘジェンダー). В Японии это распространенная трансгендерная идентичность, которая не является ни женской, ни мужской. Во многом так же, как слова «гендерквир» и «небинарный» стали широко употребляться в англоязычном мире, «X-гендер» является японским аналогом для них[86]. Следовательно, человеку не обязательно быть японцем, чтобы быть X-гендером. Термин «X-гендер» начал использоваться в конце 1990-х годов, популяризируемый трудами, опубликованными квир-организациями в Кансай, Осаке и Киото[87][88]. Известные люди X-пола включают мангаку Юу Ватасэ, которая создала мангу «Таинственная игра», и «Ayashi no Ceres». В апреле и мае 2019 года «Japan LGBT Research Institute Inc». провела онлайн-опрос. Всего было собрано 348 000 достоверных ответов от людей в возрасте от 20 до 69 лет, не все из которых были ЛГБТ. 2,5 % респондентов назвали себя X-гендером[89]. Этот термин идентичности был недостаточно представлен во Всемирной гендерной переписи 2019 года, в которой всего 4 респондента назвали себя X-гендерами[36].

## Небинарные местоимения и обращения
Некоторые небинарные и гендерквир-люди предпочитают использовать гендерно-нейтральные местоимения.
В английском языке чаще всего используется нейтральное личное местоимение «they» третьего лица единственного числа (притяжательное местоимение — their, косвенный падеж — them). Также иногда используются нестандартные местоимения, такие как «ze», «sie», «hir», «co» и «ey». Некоторые небинарные люди предпочитают общепринятые гендерные местоимения «она» или «он» или чтобы их поочерёдно называли «он» и «она». Другие используют только своё имя, а не местоимения. Многие предпочитают гендерно-нейтральный английский гонорифик «Mx» вместо мистера или мисс.
В октябре 2021 года в новой версии словаря французского языка Le Petit Robert появилось небинарное местоимение iel, являющееся комбинацией слов il «он» и elle «она».

## Дискриминация
В Соединённых Штатах большинство респондентов Национального исследования по вопросам дискриминации трансгендеров выбрали вариант «Пол, не указанный здесь». Респонденты, «не перечисленные здесь», на девять процентов чаще сообщали об отказе от медицинской помощи из-за страха дискриминации, чем респонденты из общей выборки (36 % по сравнению с 27 %). Девяносто процентов сообщили, что испытывали на работе предвзятость по отношению к трансгендерам, а 43 % сообщили о попытках самоубийства.
Большинство сообщений о дискриминации, с которыми сталкиваются небинарные личности, часто включают пренебрежение, неверие, снисходительное общение и неуважение. Небинарные люди также часто рассматриваются как последователи тренда и, следовательно, считаются неискренними или стремящимися привлечь внимание. Накопление такой дискриминации приводит к «стиранию» и отрицанию существования небинарных людей.
Мисгендеринг или неверное определение пола также является проблемой, с которой сталкиваются многие небинарные люди. Мисгендеринг бывает намеренный или непреднамеренный. В случае умышленного неправильного гендерного определения, движущей силой обычно является трансфобия. Кроме того, использование местоимений «they/them» в обращении к небинарному человеку, относится к более широким, спорным, предметам безопасных пространств и политической корректности. И часто вызывает отторжение и умышленное неверное гендерное определение со стороны некоторых людей.
В современных российских психиатрии и психологии, как правило, используется бинарный подход к гендерной идентичности. Психиатр В. Д. Менделевич свидетельствует, что небинарные персоны сталкиваются с требованиями «определиться» со своей гендерной идентичностью в бинарной парадигме. Отказ от этого воспринимается как психопатологичный. По мнению Менделевича, использование данного подхода не отвечает современным научным представлениям о норме и патологии.

## Юридическое признание
В современном обществе многие небинарные люди всё ещё используют гендер, который им дали при рождении, для ведения повседневной деятельности, поскольку многие учреждения и формы идентификации, такие как паспорт и водительские права, предусматривают только два гендера из традиционной бинарной гендерной системы. Однако с ростом информированности о небинарной гендерной идентичности и более широкого признания в обществе ситуация медленно меняется. Все большее количество правительств и институтов по всему миру признают и разрешают небинарные идентичности.
Многие страны юридически признают небинарные или третьи гендерные классификации. Некоторые незападные общества давно признали трансгендеров третьим полом, хотя это может не включать или только недавно стало включать формальное юридическое признание. Среди западных стран Австралия была первой страной, которая официально признала гендер помимо «мужского» и «женского» в юридических документах после признания интерсекс-статуса Алекса Макфарлейна в 2003 году. Более широкое юридическое признание небинарных людей началось в Австралии после признания интерсекс людей в 2003 году с 2010 по 2014 год. Когда транс-активистка Норри Мэй-Велби подала судебный иск против Государственного реестра рождений, смертей и браков Нового Южного Уэльса, чтобы признать юридическую гендерную идентичность Норри «неспецифической».
Хотя Соединенные Штаты не признают небинарный гендер на федеральном уровне, в 2016 году Орегон стал первым штатом, признавшим небинарную гендерную идентичность. Вслед за Орегоном в 2017 году Калифорния приняла закон, разрешающий гражданам идентифицировать себя как «небинарные» в официальных документах. По состоянию на 2019 год в восьми штатах приняты законы, разрешающие обозначение «небинарный» или «X» в некоторых идентифицирующих документах. Одним из основных аргументов против включения третьего гендера в перечень признанных в США является то, что это усложнит работу правоохранительных органов и наблюдение за подозреваемыми. Однако страны, официально признавшие небинарный гендер, не сообщили об этих проблемах. В Соединенных Штатах нет четких законов, защищающих небинарных людей от дискриминации, однако работодатель по закону не может требовать от сотрудников подчиняться бинарным гендерным стереотипам.

## Статистика по странам

### Бразилия
Опрос 2021 года, опубликованный в Scientific Reports, показал, что 1,19 % взрослых бразильцев небинарны, но в исследовании не задавался вопрос, считают ли они себя небинарными. Поскольку авторы считали, что большинство бразильцев не знакомы с североамериканской гендерной терминологией, им были заданы более открытые вопросы о гендере.

## Символы

Трансгендерный флаг, использующийся для репрезентации небинарных идентичностей
Флаг агендеров
Флаг гендерфлюидов
Флаг гендерквиров
Флаг небинарных идентичностей
Символ небинарного гендера